# Division Fédérale
Division Fédérale jest najwyższą ligą piłkarską w Tahiti. Gra w niej 10 drużyn. Aktualnym mistrzem jest AS Manu-Ura. W ligach tahitańskich, za zwycięstwo przyznaje się 4 punkty, za remis 2, a za porażkę 1.

## Drużyny grające w Division Fédérale w sezonie 2025[1]
1. AS Vénus
2. AS Pirae
3. AS Tefana
4. AS Dragon
5. AS Mira
6. AS Central Sport
7. AS Tamarii Punaruu
8. AS Pueu
9. AS Taiarapu FC
10. AS Manu Ura

## Mistrzowie
Lista mistrzów pierwszej ligi Tahiti:
- 1948: Fei Pi
- 1949: Fei Pi
- 1950: Fei Pi
- 1951: Fei Pi
- 1952: Excelsior
- 1953: AS Vénus
- 1954: Jeunes Tahitiens
- 1955: Central Sport
- 1956: Excelsior
- 1957: Excelsior
- 1958: Central Sport
- 1959: Excelsior
- 1960: Excelsior
- 1961: Jeunes Tahitiens
- 1962: Central Sport
- 1963: Central Sport
- 1964: Central Sport
- 1965: Central Sport
- 1966: Central Sport
- 1967: Central Sport
- 1968: Fei Pi
- 1969: Tamarii Punaruu
- 1970: Fei Pi
- 1971: Fei Pi
- 1972: Central Sport
- 1973: Central Sport
- 1974: Central Sport
- 1975: Central Sport
- 1976: Central Sport
- 1977: Central Sport
- 1978: Central Sport
- 1979: Central Sport
- 1980: JS Arue
- 1981: Central Sport
- 1982: Central Sport
- 1983: Central Sport
- 1984: PTT
- 1985: Central Sport
- 1986: Excelsior
- 1987: Jeunes Tahitiens
- 1988: Excelsior
- 1989: AS Pirae
- 1990: AS Vénus
- 1991: AS Pirae
- 1992: AS Vénus
- 1993: AS Pirae
- 1994: AS Pirae
- 1995: AS Vénus
- 1996: AS Manu-Ura
- 1997: AS Vénus
- 1998: AS Vénus
- 1999: AS Vénus
- 2000: AS Vénus
- 2001: AS Pirae
- 2002: AS Vénus
- 2003: AS Pirae
- 2004: AS Manu-Ura
- 2005: AS Tefana
- 2006: AS Pirae
- 2007: AS Manu-Ura
- 2008: AS Manu-Ura
- 2009: AS Manu-Ura
- 2010: AS Tefana
- 2011: AS Tefana
- 2012: AS Dragon
- 2013: AS Dragon
- 2014: AS Pirae
- 2015: AS Tefana
- 2016: AS Tefana
- 2017: AS Dragon
- 2018: Central Sport
- 2019: AS Vénus
- 2020: AS Pirae
- 2021: AS Pirae
- 2022: AS Pirae
- 2023: AS Tefana
- 2024: AS Pirae
- 2025: AS Vénus